# Plymouth (Kalifornia)
Plymouth – miasto w Stanach Zjednoczonych, w stanie Kalifornia, w hrabstwie Amador.